# Shadow Liu
Shadow Liu Chih Yu (劉致妤 | mandarín: Liú Zhì Yú | cantonés: Lau Zi Yu) es una actriz taiwanesa, nacida el 10 de octubre de 1978 en Taiwán.
En 1985, a la edad de 7 años, fue seleccionada para interpretar el papel de "Ten Ten" ("Candy" en Occidente) en la película Jiang Shi Xiao Zi ("Hello! Dracula" y "Son of the Vampire" en Occidente), una comedia de Jiang Shi para niños que tuvo un gran éxito en Asia, especialmente en Japón, y generó tres secuelas entre 1986 y 1989. Liu intervino también en la continuación televisiva de la saga y en varias películas más de corte fantástico en Taiwán hasta principios de los 90, para centrarse posteriormente en televisión. 